# مجموعة إم بي سي
مجموعة إم بي سي (بالإنجليزية: MBC Group) أو إم بي سي (بالإنجليزية: MBC) شركة تلفزة سعودية أسسها ويرأس مجلس إدارتها رجل الأعمال السعودي وليد بن ابراهيم آل ابراهيم، تبث قنوات تلفزيونية منوعة ترفيهية وغير ترفيهية، مقرها الرئيسي يتواجد حالياً في مدينة الرياض بالمملكة العربية السعودية.

## التاريخ
- تأسست "مجموعة MBC" في لندن عام 1991، حيث انطلقت قناة MBC1 كأول فضائية عربية خاصة عبر الأقمار الصناعية قبل أن تنتقل المجموعة إلى دبي في عام 2002.
- في عام 2022، جاءت عملية انتقال المقر الرئيسي إلى العاصمة السعودية الرياض لتؤرّخ لمرحلة جديدة من النمو والتوسع تخوضها المجموعة التي تنضوي تحت مظلتها منصة "شاهد" التي تعد أكبر مزود للأعمال الأصلية العربية في العالم، إضافةً إلى أكثر من 17 قناة تلفزيونية وإذاعية رائدة، و"استوديوهات MBC" للإنتاج السينمائي والدرامي النوعي بشراكاته مع كبرى الاستوديوهات العالمية، و"أكاديمية MBC" لتدريب وتأهيل وتخريج الشاب السعودي في قطاعات الإعلام والترفيه والإنتاج، و"وكالة مواهب MBC" لإدارة المواهب السعودية والعربية، ناهيك عن عشرات المواقع الإلكترونية ومنصات المجموعة على شبكات التواصل الاجتماعي التي باتت تُصنّف بين العشرة الكبار عالمياً، حيث احتلت المركز التاسع على مستوى العالم من حيث مشاهدات محتوى الفيديو عبر مواقع التواصل خلال شهر أبريل 2022؛ فضلاً عن شراكات إقليمية وعالمية رائدة للمجموعة مع كبرى شركات الاتصالات المحلية والإقليمية واستوديوهات الإنتاج في هوليود والمملكة المتحدة والعالم ومشاريع وشراكات رائدة أطلقتها وتطلقها المجموعة في قطاعات مستدامة وحيوية متنوعة كألعاب الفيديو والعملات الرقمية وال NFT وغيرها.
- في 30 نوفمبر 2023 طرحت أسهمها للتداول في السوق السعودية حيث أعلنت الشركة عن النطاق السعري للطرح العام الأولي لأسهمها بين 23 ريالاً و25 ريالاً للسهم.[5] إذ جذب هذا الطرح طلبات بقيمة 54.5 مليار ريال بحسب ما أعلنته شركة "إتش إس بي سي العربية" السعودية على موقع سوق الأسهم السعودية الرئيسية "تداول" بتاريخ 12 ديسمبر 2023.[6] حيث قفزت أسهم مجموعة "إم بي سي" (mbc) بالنسبة القصوى البالغة 30% في أولى جلسات تداولها في سوق الأسهم السعودية الرئيسية في8 يناير 2024 .[7][8] وفي 25 يناير 2024 ارتفعت أسهم المجموعة بنسبة 134% منذ بدء تداولها في السعودية في 8 يناير2024.[9][10]
- حققت المجموعة نمواً في إيرادات السنة المالية 2023 بنسبة 6.2% إلى 3.7 مليار ريال (987.7 مليون دولار) مقارنة بالسنة المالية 2022.[11]

## أصل التسمية
الاسم (إم بي سي) هو اختصار لـ: Middle East Broadcasting Center والتي تعني: مركز تلفزيون الشرق الأوسط.

أول شعار لمركز تلفزيون الشرق الأوسط (mbc) في تسعينيات القرن العشرين.

## قنوات المجموعة

### MBC 1
بدأ مركز منارة (تلفزيون) الشرق الأوسط منذ بداية التسعينات مع بداية بث MBC (تعرف الآن باسمها الجديد وهو MBC 1) كأول محطة تلفزيونية فضائية مفتوحة يمتلكها القطاع الخاص، تبث على مدار الساعة. وبدأ بثها بتاريخ 18 سبتمبر 1991. وكان مقر القناة يقع بمدينة لندن، المملكة المتحدة. وكانت تقدم برامج ترفيهية وإخبارية أصبح لها مشاهدون كثيرون في جميع أرجاء الوطن العربي. فعرض مؤسس قناة الأمل أن يشتري الـMBC من المملكة المتحدة عام 2007 ونجح في تطويرها وتتميز بعرضها لأشهر أعمال الدراما العربية وتنفرد بعرض برامج اكتشاف المواهب الغنائية الأجنبية بصورة عربية مثل: Arab Idol (محبوب العرب) وذا فويس: أحلى صوت (برنامج).
وبرامج اكتشاف المواهب أرابز غوت تالنت وإكس فاكتور وأيضاً البرنامج الترفيهي الذي يواكب جميع أخبار الفن والمشاهير في العالم العربي والأجنبي إي تي بالعربي.
(كما تقوم القناة ببث بعض مباريات الدوري السعودي للمحترفين) ويتم حالياً دبلجة الأفلام باللغة العربية والأفلام المدبلجة الهندية والأجنبية المدبلجة إلى العربية، وعرضها.

### MBC FM
في عام 1994، أطلقت المحطة الإذاعية MBC FM التي تقدم الموسيقى الخليجية والعربية وأيضاً برامج مسابقات وألغاز ومناقشة القضايا المحلية السعودية كل صباح. في عام 2002، انتقل مقر مركز منارة (تلفزيون) الشرق الأوسط إلى الإمارات العربية المتحدة، وبالتحديد إلى مدينة دبي للإعلام. وعملت على توسيع نشاطاتها وتدشين محطات جديدة متخصصة في أمور معينة.

### MBC 2
في عام 2003 تم إطلاق MBC 2 التي كانت ولا تزال متخصصة في عالم السينما والأفلام الأجنبية، وخصوصاً الأمريكية منها. وكان أول فيلم عرضته فيلم جومانجي وسكوب ويذ رايا (Scoop with Raya).

### العربية
في نفس العام وتحديداً في 3 مارس 2003 وتزامناً مع دخول القوات الأمريكية وقبل بضعة أيام على سقوط بغداد (2003)، أطلقت قناة العربية الفضائية من غرفة أخبار MBC قناةً وليدةً متخصصة بالأخبار والأخبار العاجلة والبرامج الإخبارية وأخبار الساعة والأخبار الاقتصادية والمالية، وهي محطة العربية الإخبارية الرائدة في هذا المجال. وساهم في نجاح القناة امتحانها الأول بتغطيتها حرب احتلال العراق الذي قدمت فيه أفضل ما لديها. وتبث على مدار الساعة. بالإضافة إلى نشرات الأخبار، تعرض البرامج التحليلية واللقاءات مع كبار الشخصيات السياسية وغير السياسية، وكذلك البرامج الوثائقية. ومن أبرز برامجها العين الثالثة ومهمة خاصة وصناعة الموت وبصراحة. ويذكر أن العديد من وجوه تلفزيون BBC الذي كان يبث سابقاً وانقطع لعدة سنوات وعاود العمل، انتقلوا للعمل في قناة العربية.
ومدير عام القناة اليوم هو ممدوح المهيني.

### الحدث
الحدث هي قناة سعودية عربية إخبارية بدأت البث في عام 2012 في يوم الخميس 12-1-2012 وهي قناة فرعية لقناة العربية الإخبارية مديرها هو ممدوح المهيني. جاءت القناة لتقديم المزيد من التغطية للثورات العربية ودعم الثورة السورية وتقديم التغطيات الصحفية والحوارات السياسية والأفلام الوثائقية لتقوم قناة "العربية" آنذاك بمتابعة تغطيتها وبرامجها الاعتيادية عوضاً عن المتابعات الطويلة، ويرى متابعون أنها تأتي في سياق المنافسة مع قناة الجزيرة، خاصةً بعد نجاح قناة العربية في تغطية الحرب الأهلية السورية وبعض أحداث الربيع العربي الأخرى.

### العربية FM
قناة إخبارية تبث عبر أثير الراديو في المملكة العربية السعودية، وقد أعلن عن إطلاقها خلال احتفال العربية بميلادها العشرين الذي أقيم في العاصمة السعودية الرياض في شهر مارس من عام 2023.

### MBC 3
سرعان ما أطلقت في عام 2004 (أي بعد حوالي عامين) محطة جديدة متخصصة في البرامج والمسلسلات الكرتونية للأطفال وهي MBC 3، بعد أن أدركت المجموعة بأن 40% من مشاهديها أعمارهم تقل عن 15 عاماً. فجاءت المحطة لتستهدف الجيل الجديد من المشاهدين صغار السن، وذلك عن طريق بث المسلسلات الكرتونية والبرامج الجديدة للأطفال والفقرات المباشرة بين الحين والآخر التي يتناوب على تقديمها 3 فتيات هن دانية وعزة وأصالة وشابان هما مهند ونبيل. من أشهر المسلسلات التي تعرض فيها: يوغي (Yu-Gi-Oh)، وسلاحف النينجا، ولوني تونز (Looney Tunes)، وبات مان (Batman)، والفتى أسترو (Astro Boy). اليوم تعرض القناة برامج منتجة محلياً وموجهة للأطفال، إضافة إلى أشهر البرامج العالمية التابعة لأبرز العلامات التجارية.

### MBC 4
في عام 2005 أطلقت قناة جديدة وهي MBC 4 المخصصة للبرامج والمسلسلات الأجنبية عموماً والأمريكية خصوصاً. وهي بشكل عام باللغة الإنجليزية ولكنها مترجمة إلى العربية.

#### بعض برامجها
عرضت القناة أشهر البرامج الترفيهية مثل أوبرا (Oprah)، والدكتور فل (Dr. Phil) والمسلسلات الأخرى مثل بيبر دينيس (Pepper Dennis) وميديم (Medium) وغرفة الطوارئ ER والعديد من المسلسلات الكوميدية كالسلسلة الشهيرة فريندز (Friends)، بالإضافة إلى مسلسلات وأفلام وبعض البرامج المختصة والبرامج الإخبارية الحصرية المنقولة في ABC وCBS، مثل صباح الخير أمريكا (Good Morning America)، و60 دقيقة (60 Minutes). والمسابقات المشهورة مثل جيوباردي (Jeopardy) وعجلة الحظ (Wheel of Fortune). بالإضافة إلى "مجلات أخبار الفنانين" مثل ذي إنسايدر (The Insider) وإنسايد إيديشن (Inside Edition)‚ المبتدئون (Noobees)‚ جومورا (Gomorrah)‚ الصديقة الرائعة (My Brilliant Friend)، ذاتس سو رايفن (That's So Raven)، لعبة نيوتن (Newton's Cradle)‚ السيد ميتي (Mr. Meaty)‚ ثانوية الفنون (Groove High)‚ هانا مونتانا (Hannah Montana)، إكسترا تركي (Extra Turki) ‚أبطال ليوكو المتطورون (Code Lyoko Evolution) وباور رينجرز (Power Rangers) وتالا (El Rostro de Analía) وبريق الأمل (El Cuerpo del Deseo) وزيك ولوثر (Zeke & Luther)‚ الجدار (La Faille) ‚سكوب ويذ رايا (Scoop with Raya) . واي كارلي (iCarly) وفيكتوريوس (Victorious) وسام وكات (Sam & Cat)، وكان أول فيلم عرضته فيلم جومانجي. وعقد عمل مع يونيفرسال العالمية للموسيقى، إلى جانب عقد أغنية منفردة مع المسؤولة عن تسويق الإنتاج الفني للبرنامج. كما حصل على فرصة التعاون مع المنتج العالمي ريد-وان (رضوان) من خلال أغنية من ألحانه وتوزيعه وإنتاجه سيقدمها للفائز بالتعاون مع يونيفرسال العالمية. عقد عمل مع يونيفرسال العالمية للموسيقا، للأغاني الحديثة، الأغاني، والموسيقى إلى جانب كما حصل على فرصة التعاون مع المنتج العالمي ريد-وان من خلال أغنية من ألحانه، توزيعه وإنتاجه، بالتعاون مع يونيفرسال العالمية. إضافة لعدد من الأغاني الغربية من مجموعة يونيفرسال الموسيقية، وقد زعمّ محروس أن القناة ستعمل على اكتشاف وعرض المواهب الجديدة في عالم الغناء،. وكذلك حفلات توزيع الجوائز الموسيقية والسينمائية. اليوم تعرض القناة عدداً من أحدث وأشهر المسلسلات التركية المدبلجة إلى العربية فضلاً عن الدراما المدبلجة من الكورية والصينية والهندية والمكسيكية واللاتينية والعالمية والفرنسية وبعض أشهر الدراما المراهقين والعائلات واليَفاع والعائلة في أمريكا الجنوبية وغيرها والدراما العربية والنسخة العربية والتركية المستوحاة من الدراما الأمريكية (قواعد الطلاق ال 45) (The 45 Rules of Divorce) مقتبس من Girlfriends' Guide to Divorce و (الآنسة فرح) (Miss Farah) مقتبس من (Jane the Virgin) و بيوتي ماتش: تحدي الفاشينيستا (MBC Beauty Match) مقتبس من (Beauty Match) و(حلا) (Hala Show) وغيرها. المتخصصة بالأفلام الأجنبية المشهورة، وتعتبر هذه القناة تكميلاً المشهورة بعرضها للأفلام الأجنبية والأمريكية والتركية خصيصاً، كثيراً ما تعرض الأفلام الرومانسية، وأفلام الدراما والكوميديا.التي كانت ولا تزال متخصصة في عالم السينما والأفلام الأجنبية، وخصوصاً الأمريكية منها. اليوم تعرض القناة عدداً من أحدث وأشهر الأفلام التركية المدبلجة إلى العربية فضلاً عن الأفلام المدبلجة

### بانوراما FM
في نفس العام 2003 أطلقت الشبكة قناة إذاعية أخرى وهي بانوراما FM، والتي تستهدف فئة الشباب في كافة أنحاء الوطن العربي. تبث القناة البرامج الحوارية، بالإضافة إلى أحدث الأغاني العربية. وفي وقت قصير استطاعت أن تملك عدداً كبيراً من المتابعين لها.

### إم بي سي أكشن
أطلقت في 5 مارس 2007 قناة جديدة وهي قناة MBC Action أو قناة الحركة
المتخصصة في مسلسلات وأفلام الأكشن (القتال والشرطة والعصابات) والمصارعة وبعض البرامج المختصة بالأكشن وبرامج المصارعة الحرة مثل دبليو دبليو إي (WWE) ودبليو دبليو إي راو (WWE RAW)‚ الجدار (La Faille)‚ جومورا (Gomorrah)‚ المبتدئون (Noobees)، السيد ميتي (Mr. Meaty)‚ أبطال ليوكو المتطورون (Code Lyoko Evolution) وتالا (El Rostro de Analía) وباور رينجرز (Power Rangers). وزيك ولوثر (Zeke & Luther). ولعبة نيوتن (Newton's Cradle) ودبليو دبليو إي ولعوها (WWE Wal3ooha) وأكشن نيوز (Action News). وكان أول فيلم عرضته فيلم جومانجي. التي كانت ولا تزال متخصصة في عالم السينما والأفلام الأجنبية، وخصوصاً الأمريكية منها.

### إم بي سي الفارسية
في عام 2008 أطلقت MBC Persia، وهي قناة متخصصة في بث الأفلام والمسلسلات والبرامج الأمريكية المترجمة إلى اللغة الفارسية، وتعرض عدداً من المسلسلات التركية المدبلجة إلى الفارسية.

### إم بي سي ماكس
في يوم 26 أكتوبر 2008 أطلقت قناة MBC MAX المتخصصة بالأفلام الأجنبية المشهورة، وتعتبر هذه القناة تكميلاً لقناة إم بي سي 2 المشهورة بعرضها للأفلام الأجنبية والأمريكية خصيصاً، كثيراً ما تعرض الأفلام الرومانسية، وأفلام الدراما والكوميديا. وكان أول فيلم عرضته فيلم جومانجي وسكوب ويذ رايا (Scoop with Raya). التي كانت ولا تزال متخصصة في عالم السينما والأفلام الأجنبية، وخصوصاً الأمريكية منها.

### إم بي سي بلس دراما
MBC Drama+ هي قناة تلفزيونية مشفرة بدأت بثها في 1 فبراير 2009 وهي تبث العديد من المسلسلات الدرامية العربية، وهي تابعة لمركز تلفزيون الشرق الأوسط.

### إم بي سي دراما
إم بي سي دراما هي قناة تلفزيونية بدأت بثها في 27 نوفمبر 2010، تبث العديد من المسلسلات الدرامية العربية والخليجية مجاناً، وهي تابعة لمركز تلفزيون الشرق الأوسط.

### إم بي سي مصر
انطلقت في 9 نوفمبر 2012، وهي قناة متخصصة بعرض برامج مصرية. ومن أبرز البرامج المقدمة على القناة "جملة مفيدة" للمذيعة منى الشاذلي وهو برنامج سياسي يناقش الأحداث السياسية بمصر وظهرت أيضاً قناة إم بي سي مصر +2 في بداية رمضان 2013 والتي تعرض البرامج بعد ساعتين.

### إم بي سي مصر 2
إم بي سي مصر 2، قناة فضائية تابعة لقناة إم بي سي مصر وتم بداية بثها في عام 2014 من قبل مركز تلفزيون الشرق الأوسط، وهي قناة مجانية تقوم بتقديم مجموعة من المسلسلات العربية والبرامج الترفيهية، القناة بصفة خاصة تقوم بعرض البرامج المصرية والفن والدراما وأحياناً الأفلام المصرية.

### إم بي سي مصر دراما
إم بي سي مصر دراما، قناة فضائية تابعة لقناة إم بي سي مصر وتم بداية بثها في عام 2025 تقوم بتقديم مجموعة من المسلسلات العربية.

### إم بي سي بوليود
في 26 أكتوبر 2013 اطلقت المجموعة إم بي سي بوليود وهي قناة متخصصة بعرض الأفلام والمسلسلات الهندية.

### إم بي سي العراق
إم بي سي العراق هي قناة تلفزيونية مفتوحة، يبثها مركز تلفزيون الشرق الأوسط، انطلقت في 17 فبراير 2019. تبث القناة برامج منوعة تحاكي واقع الشارع العراقي بمختلف مكوناته، وتعد القناة نقلة نوعية بالمجال الإعلامي في العراق.
بثت القناة في 17 فبراير 2019 الموافق 12 جمادى الآخر 1440 وبث فيها يوم 15 فبراير حفل شتاء طنطورة الغنائي في العُلا السعودية للمغنيين العراقيين كاظم الساهر وإلهام المدفعي كما تم بث برنامج بيت بيوتي في يوم افتتاحها.

### إم بي سي 5
إم بي سي 5 هي أحدث قنوات مجموعة MBC موجهة للجمهور في منطقة المغرب العربي وشمال أفريقيا. انطلق أول بث للقناة في21 سبتمبر 2019.

### MBC LOUD FM
في مايو 2023 أعلنت «مجموعة MBC» إطلاق راديو «MBC LOUD FM»، وذكرت أنها "أول محطة FM ترفيهية ناطقة بالإنجليزية في المملكة العربية السعودية".

### منصة شاهد للفيديو حسب الطلب
المقالة الرئيسة: شاهد (منصة)
"شاهد" هي أول منصة لخدمة الفيديو مع فواصل إعلانية (VOD) وخدمة الفيديو بدون فواصل إعلانية (SVOD) في العالم العربي. باتت اليوم منصة البث العربي الرائدة عالمياً وفي جعبتها محتوى نوعي موجه للعائلات العربية بكامل أفرادها، وموطن الإنتاجات الأصلية العربية النوعية بمواصفات عالمية، وتحتها تندرج باقة VIP التي تضم "أعمال شاهد الأصلية" و"عروض شاهد الأولى"، إلى جانب أحدث الأفلام العربية الآتية حديثاً من دور العرض، بموازاة بث مباشر لمجموعة من القنوات التلفزيونية العربية والإقليمية والعالمية الأكثر مشاهدة بجودة HD؛ ناهيك عن المحتوى الرياضي ومحتوى الأطفال والمشاهدين الأصغر عمراً، وغيرها الكثير من العروض الحصرية الرائدة. كل ذلك إضافةً إلى نخبة من الإنتاجات العالمية من Disney وMarvel وFOX وABC Studios وغيرها. كما تشتمل شاهد على باقات أخرى مثل "باقة الرياضة" التي تعرض عبرها قنوات اس اس سي التي تعرض الدوري السعودي للمحترفين لكرة القدم والمسابقات الكروية والرياضية السعودية وغيرها من المسابقات الرياضية الإقليمية والعالمية التي تستضيفها المملكة العربية السعودية.
ولأول مرة في المنطقة العربية، أطلقت منصة "شاهد" قنوات شاهد الديجيتال بدون اشتراك وبتقنية الصورة عالية الدقة (HD)، لترضي كافة الأذواق من الموسيقى إلى المسلسلات والأفلام والمسرحيات والبرامج وسواها، وذلك اعتباراً من 26 سبتمبر. تعكس قنوات الديجيتال، أو ما يقال له بلغة المنصات (Fast Channels)، حقبة جديدة من خدمات البث الرقمي التفاعلي (لايف ستريم) للفيديو حسب الطلب عبر المنصات المفتوحة، وهي خطوة رائدة في هذا القطاع بدأت مؤخراً بالتطور والانتشار سريعاً في كل مكان حول العالم. تتميز هذه الخدمة بكونها تمزج بين "خدمة الفيديو مع فواصل إعلانية" (VOD) و"خدمة الفيديو بدون فواصل إعلانية" (SVOD) من حيث توفير قوائم مختارة بعناية تضم مزيجاً من المحتوى المتميز مجاناً للمشاهدين، مع وجود فواصل إعلانية. في هذا السياق، تقدم قنوات الديجيتال الجديدة من "شاهد" محتوى غني للمشاهدين بدون الحاجة للاشتراك، وذلك عبر 21 قناة رقمية تتوفر على منصة "شاهد" بتقنية الصورة عالية الدقة (HD).

### إم بي سي استوديوز
استوديوهات إم بي سي
إم بي سي استوديوز (بالإنجليزية: MBC Studios) شركة تابعة لمجموعة إم بي سي متخصصة في أعمال الإنتاج النوعي بمواصفات عالمية وخدمات مرحلة ما بعد الإنتاج. تُعد إحدى الشركات الرائدة في السوق على المستوى الإقليمي في إنتاج أفضل المحتويات وتوزيعها، إلى جانب توفير خدمات تصميم البرامج المبتكرة والأفلام الوثائقية والدراما العربية والمحتوى الترفيهي الواقعي والبرامج الحوارية والدراما المدبلجة وغيرها من البرامج. أقامت استوديوهات إم بي سي شراكات عالمية رائدة مع كبرى استوديوهات الإنتاج العالمية في هوليود ولندن وسواهما، وذلك لإطلاق أعمال سينمائية ودرامية مشتركة، أبرزها فيلم Desert Warrior (محارب الصحراء) الذي جرى تصويره في المملكة العربية السعودية بطولة أنتوني ماكي وآيشا هارت، وفيلم قندهار بطولة جيرارد باتلر وجرى تصويره أيضاً في المملكة العربية السعودية. كما تقوم استوديوهات MBC بإنتاج أعمال عربية بمواصفات عالمية وتسويقها عالمياً مثل مسلسل "رشاش" ومسلسل "صعود الساحرات" وغيرهما.

## انتقادات
- في إحدى تسريبات الويكيليكس ورد ذكر إم بي سي في إحدى الوثائق التي تتحدث عن لقاء بين شخصيتين أمريكيتين في إحدى مقاهي ستاربكس بجدة ويقول أحدهما «أن الحكومة هي التي تدعم هذا الانفتاح وترى أنها مضادة للفكر المتطرف» و«أن الحرب الفكرية هي السائدة هنا والإعلام الأمريكي عبر قنوات مثل إم بي سي وروتانا تكسب فكر المواطن العادي بطريقة لم تتمكن الحرة أو وسائل البروباغندا الأمريكية الأخرى من فعلها».[14]

## الجوائز
فازت مجموعة إم بي سي بجائزة «المؤسسات الثقافية/مسار القطاع الخاص» من مبادرة الجوائز الثقافية الوطنية في دورتها الرابعة 2024.

## وصلات خارجية
- الموقع الرسمي لمجموعة إم بي سي